# Maurizio Bidinost
Maurizio Bidinost (ur. 10 stycznia 1959 w Cordenons) – włoski kolarz torowy i szosowy, czterokrotny medalista torowych mistrzostw świata.

## Kariera
Pierwsze sukcesy w karierze Maurizio Bidinost osiągnął w 1979 roku, kiedy zdobył dwa medale podczas mistrzostw świata w Amsterdamie. Najpierw wywalczył srebro w indywidualnym wyścigu na dochodzenie amatorów, ulegając jedynie Nikołajowi Makarowowi z ZSRR, a następnie razem z Pierangelo Bincoletto, Silvestro Milanim i Sandro Callarim zajął trzecie miejsce drużynowo. Ponadto Bidinost zdobył indywidualnie jeszcze dwa brązowe medale: na mistrzostwach świata w Brnie w 1981 roku (przegrywając tylko z Detlefem Machą z NRD i Dainisem Liepiņšem z ZSRR) oraz rozgrywanych rok później mistrzostwach w Leicester (za Alainem Bondue z Francji i Hansem-Henrikiem Ørstedem z Danii). Wielokrotnie zdobywał medale torowych mistrzostw Włoch, a w 1979 roku był mistrzem kraju w szosowej indywidualnej jeździe na czas. Nigdy nie wystartował na igrzyskach olimpijskich.